# Šahovska olimpijada 1962.
15. Šahovska olimpijada održana je 1962. u Bugarskoj. Grad domaćin bila je Varna.

## Poredak osvajača odličja
| Mj. | Država      | Bodova | Igrači |
| --- | ----------- | ------ | ------ |
| 1.  | SSSR        | 31,5   |        |
| 2.  | Jugoslavija | 28,0   |        |
| 3.  | Argentina   | 26,0   |        |

| Pobjednici        |
| ----------------- |
| SSSR Šesti naslov |